# Ossenpikkers
Ossenpikkers (Buphagus) zijn een geslacht van zangvogels uit de monotypische familie Buphagidae. 

## Kenmerken
Beide soorten zijn ongeveer 20 centimeter groot. De roodsnavelossenpikker is gemiddeld iets kleiner en heeft een opvallende lichte ring om het oog. De geelsnavelossenpikker heeft dat niet; deze heeft een iets zwaardere snavel die aan de basis geel is met een rode punt.

## Verspreiding en leefgebied
Ze leven in de savannegebieden van Afrika ten zuiden van de Sahara. De geelsnavelossenpikker komt voornamelijk voor in West-Afrika en de roodsnavelossenpikker overwegend in Oost-Afrika. Er zijn echter gebieden waar beide soorten naast elkaar voorkomen en zelfs in elkaars gezelschap worden gezien.

## Soorten
Het geslacht kent twee soorten:
- Buphagus africanus – Geelsnavelossenpikker
- Buphagus erythrorynchus – Roodsnavelossenpikker

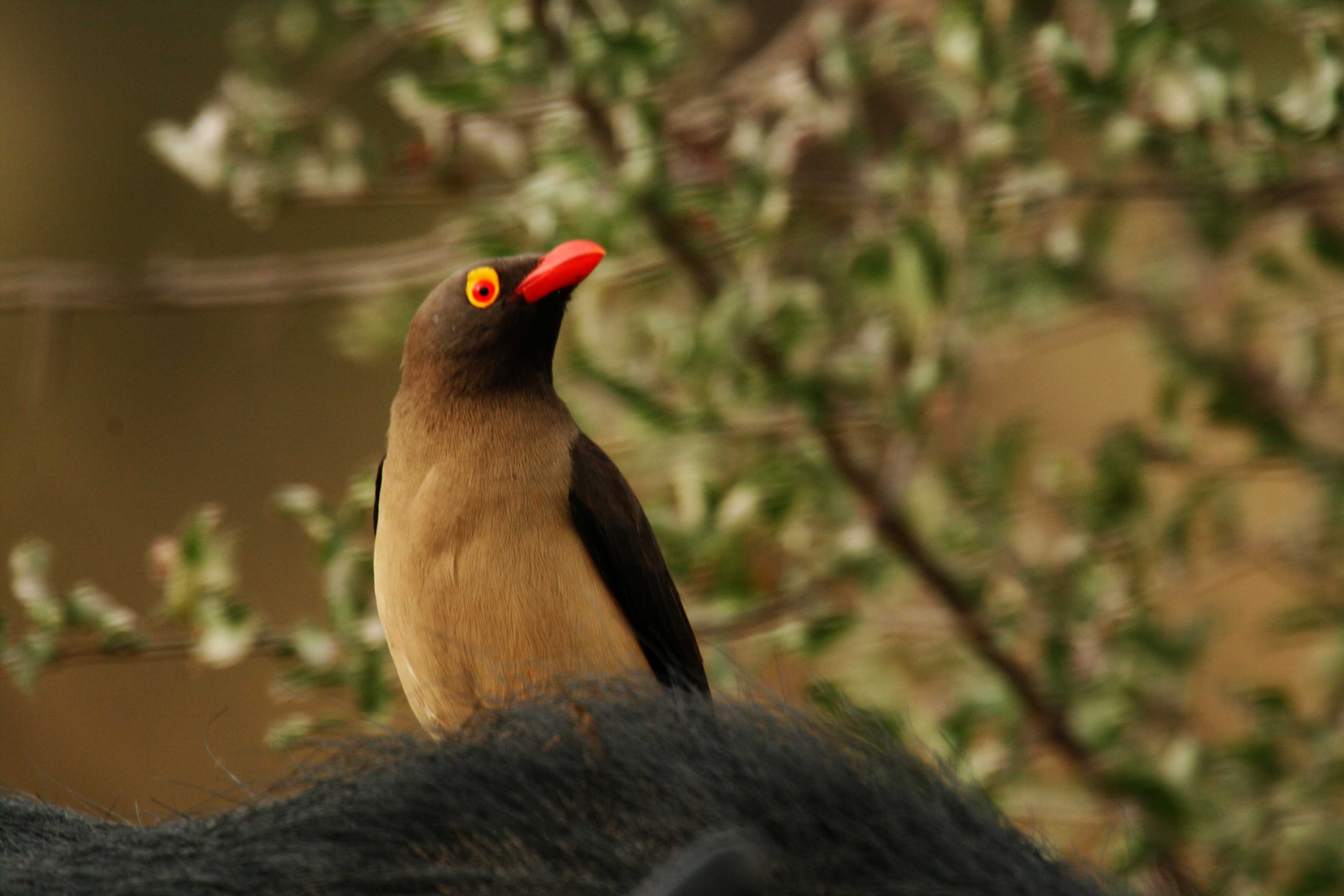
Roodsnavelossenpikker
verspreidingsgebied van de roodsnavelossenpikker
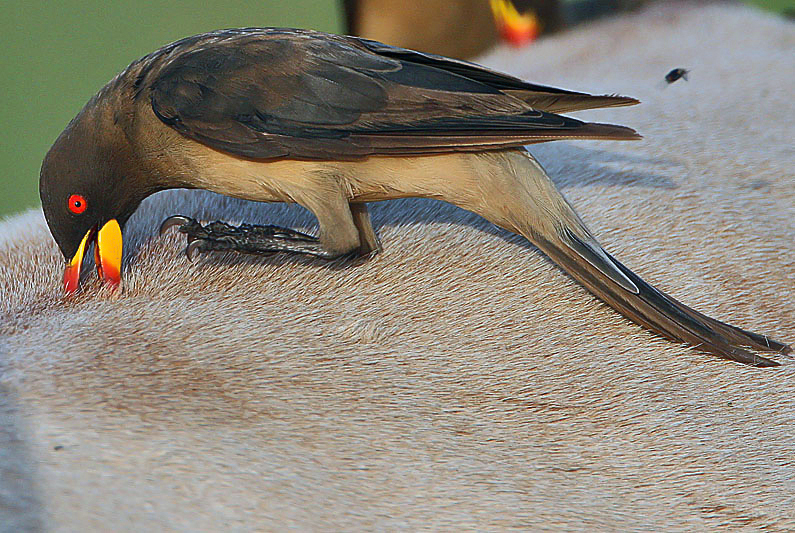
Geelsnavelossenpikker
verspreidingsgebied van de geelsnavelossenpikker

## Voeding
Beide soorten hebben de gewoonte om op grote zoogdieren, zoals grote wilde dieren (giraffes, neushoorns en gnoes) en gedomesticeerde runderen neer te strijken en daar parasieten uit de vacht te pikken zoals teken en horzellarven. De relatie tussen ossenpikkers en grote zoogdieren werd lange tijd beschouwd als een mooi voorbeeld van mutualisme. Het zoogdier had baat bij het verwijderen van parasieten en de vogel had een eiwitrijk dieet. Uit nader onderzoek blijkt dat ossenpikkers zich ook als parasieten gedragen en wonden bij de zoogdieren opzettelijk vergroten om er bloed uit te drinken en dat zij weliswaar teken verwijderen, maar dan vooral teken die zich al met bloed hebben volgezogen, zodat er weinig preventieve werking van uitgaat.